# Назиф Шахрани
Назиф Шахрани (англ. и узб. Nazif Shahrani; 13 ноября 1945, Афганистан), — узбекский и американский антрополог и политолог. 

## Биография
Назиф Шахрани родился в семье выходца из Андижана, мигрировавшего в провинцию Бадахшан Афганистана. Этнический узбек. 
Назиф Шахрани завершил начальное образование в селе Шахран-и-Хааш, в Джурмском районе Бадахшана. Он посещал среднюю школу Ибн Cина и Кабул-Дарул Муалимин (Кабульскую среднюю школу подготовки учителей) в Кабуле, прежде чем поступить на факультет образования в Кабульский университет, Афганистан.
В 1967 году в Кабульском университете он был удостоен стипендии Центра Восток-Запад Гавайского университета, где получил степень бакалавра в области антропологии (1970). Он получил степень магистра и доктора философии. от Вашингтонского университета, Сиэтл (1972–1976). Стал первым узбеком в истории, защитившим докторскую диссертацию в области культурной антропологии в США.
В период с 1972 по 1974 год Шахрани проводил антропологические полевые исследования в Вахане северо-восточного Афганистана среди скотоводческих кочевых кыргызов на Памире и их соседей ваханцев. 
Шахрани занимал исследовательские и преподавательские должности в нескольких американских университетах, в том числе в Центре ближневосточных исследований Гарвардского университета, Университет Невады – Reno, Stanford University и UCLA, прежде чем переехать в Университет Индианы в 1990 году. Он также был научным сотрудником Смитсоновского института (1997–8).
С 1967 года — профессор университета в Блумингтоне (Индиана, США).
В настоящее время профессор антропологии, Центральноазиатских и Ближневосточных Исследований, директор программы Ближневосточных и Исламских Исследований, председатель факультета Ближневосточных Языков и Культур Университета Индианы, Блумингтон, Индиана, США. 
Помимо родного узбекского владеет английским, кыргызским, персидским, пуштунским, турецким языками.

## Исследования
После распада бывшего Советского Союза и открытия новых исследовательских возможностей в новых независимых странах мусульманской Центральной Азии Шахрани начал полевые работы в Узбекистане. Влияние советского правления на традиционные мусульманские центрально-азиатские общества и культуры в целом, а также его влияние на структуру и функции узбекской ойилы (семья / домохозяйство) составляют основную тему его исследований. Он изучает, как бывшие советские узбеки Центральной Азии управляли своей жизнью и карьерой в качестве отдельных членов узбекских мусульманских семей в контексте советской истории, а также доминирующей советской "политической культуры научного атеизма". Кроме того, он изучал исламские движения в постсоветской Центральной Азии.

## Сочинения
- The Kirghiz and Wakhi of Afghanistan: Adaptation to Closed Frontiers and War. Seattle. University of Washington Press, 2002.
- Revolutions and Rebellions in Afghanistan: Anthropological Perspectives. M. Nazif Shahrani and Robert L. Canfield, eds. Berkeley, Institute of International Studies, University of California, 1984.
- The Kirghiz and Wakhi of Afghanistan: Adaptation to Closed Frontiers. Seattle, University of Washington Press, 1979.